# 呂明賜
呂 明賜（ル・ミンス、ろ めいし、1964年10月30日 - ）は、台湾（中華民国）の高雄市出身の元プロ野球選手（外野手・捕手、右投右打）、野球指導者。

## 経歴

### 日本プロ野球時代
台湾の中国文化大学から、1988年に日本プロ野球の読売ジャイアンツに入団。背番号”97”をつけた。入団時の体重が97kgだったことに由来する。
当時、巨人にはウォーレン・クロマティやビル・ガリクソンといった元メジャーリーグ選手の外国人選手が在籍していたため、第3の外国人の扱い（当時の日本プロ野球では、出場選手登録できる外国人は1球団につき2人まで）だった。そのため、入団初年の1988年シーズンは当初二軍であった。
ところが、6月13日の対阪神タイガース戦（甲子園）で、クロマティが死球を受け右手小指を骨折し離脱したことに伴い、呂は初めて一軍に昇格（二軍での成績は、.387、12本、34点）。翌14日の対ヤクルトスワローズ戦（神宮）で、初回にボブ・ギブソンから初打席初本塁打を記録した。その後もハイペースで本塁打を量産し、デビュー9試合で36打数12安打7本塁打（デビュー17試合で打率.379、10本塁打）と大暴れする。新聞の見出しには、「呂効果」という文字が躍り、視聴率にも跳ね返っているとされた。
この活躍を受けて、まず6月20日にセリーグ理事会で、それまでベンチ入りが1人までしか認められていなかった通訳が、2カ国語必要な場合は2人まで可能とされた。さらに、7月6日にはセ・リーグ会長の川島廣守から会長特別賞が贈られ、賞金10万円とメダルが贈られた。オールスターでは、その年のジュニアオールスターゲームとオールスターゲーム（監督推薦）の両方に出場することになった。当時、オールスターゲームの外国人枠は2人だったが、「出場を望むファンの声にこたえるため」急遽3人に増設（同時出場は2人まで）されたほどであった。
後半戦は、疲労（球宴期間中に休めなかった）、弱点（内角の速球）を攻められたこと、成績下降に伴うフォーム改造、が原因で急速に成績を落とす。最終的には本塁打を16本放ち、前傾姿勢の打撃フォームから繰り出される豪快な一打から、「アジアの大砲」「怪物」と評された。元々は捕手のため強肩で、同年8月16日の9回表には、広島カープの北別府学をライトゴロで一塁アウトにし、その回のサヨナラ勝ちに貢献した。
1989年は背番号を12に変更。
この年はクロマティが復帰したことに加え、前年から在籍のガリクソンが5月から8月まで起用されたため、外国人枠の関係で出場は18試合に終わった。それでも、二軍では.333、15本、57点の成績を残し、ガリクソンが帰国した9月以降は出場機会が増え、日本シリーズでも第1戦で指名打者として先発出場した。
1990年は、ガリクソンに代わって呂と同じ右打ちの外野手マイク・ブラウンが加入したため、さらに出場機会を減らした。二軍では.323、10本、45点の成績を残した。
1991年は、クロマティとブラウンに変わってフィル・ブラッドリーとヘクター・デラクルーズが加入。デラクルーズは育成目的での獲得で二軍での出場がほとんどだったが、呂も二軍生活が中心だった。10月のファーム日本選手権MVP獲得直後に退団。帰国にあたっては、早朝にもかかわらず、羽田空港まで鴻野淳基・上田和明・佐藤洋らチームメイトが見送りに訪れたという。

### 台湾野球界時代
1992年に母国台湾の中華職棒でプレーする。呂は大学時代に味全棒球隊から活動経費の支援を受けていたことから、味全ドラゴンズ入りを希望して、選手兼任コーチとして契約。しかし、その後に行われたドラフトで、この契約に反発していた兄弟エレファンツから1位指名を受ける。結局、形式的に兄弟と契約し、味全の選手との交換トレード（三角トレード）で味全へ入団した。台湾マスコミはこの経緯に批判的で、NPBの江川事件を引き合いに出して攻撃した。ところが、開幕戦（味全対統一ライオンズ）に招待されていた元・巨人監督の王貞治が、試合前に呂をグラウンドに連れて行き、握手を交わして激励すると、観衆は万雷の拍手を送る。さらに、呂はこの試合で逆転2点本塁打を放ちいきなりヒーローとなった。王の激励と試合での活躍により、ブーイングは声援に代わってしまったという。
台湾でも持ち前の長打力を遺憾なく発揮し主力打者として活躍した。
1997年に台湾プロ野球が内部分裂し、台湾大聯盟に引き抜かれ、この際に中華職棒聯盟から永久追放処分を受ける。
2000年まで高屏雷公でプレーした後に引退。

### 引退後
2003年に台湾大聯盟が中華職棒聯盟と合併し、一度は球界を離れざるを得なくなったが、1000万元を聯盟に寄付し球界復帰が認められた。
2006年からは、La Newベアーズの打撃コーチに就いている。またWBCや北京オリンピックの台湾代表チーム（チャイニーズタイペイ）の打撃コーチを務めていた。
2012年に社会人野球チームである台北市成棒隊の監督に就任。2013年には台湾代表チームの監督に就任した。
2014年仁川アジア大会では韓国との決勝戦で敗れたが、準優勝に輝く。
2016年11月20日に台中インターコンチネンタル野球場で開催された「台湾OB選抜 VS 巨人OB選抜 チャリティー試合」では、郭泰源とのバッテリーで代打・王貞治と対戦。打者としては鹿取義隆に打ち取られ同試合最後の打者となった（11-15で巨人OB選抜の勝利）。

## 詳細情報

### 年度別打撃成績
| 年 度     | 球 団     | 試 合 | 打 席 | 打 数 | 得 点 | 安 打 | 二 塁 打 | 三 塁 打 | 本 塁 打 | 塁 打 | 打 点 | 盗 塁 | 盗 塁 死 | 犠 打 | 犠 飛 | 四 球 | 敬 遠 | 死 球 | 三 振 | 併 殺 打 | 打 率 | 出 塁 率 | 長 打 率 | O P S |
| --------- | --------- | ----- | ----- | ----- | ----- | ----- | -------- | -------- | -------- | ----- | ----- | ----- | -------- | ----- | ----- | ----- | ----- | ----- | ----- | -------- | ----- | -------- | -------- | ----- |
| 1988      | 巨人      | 79    | 312   | 274   | 38    | 70    | 12       | 0        | 16       | 130   | 40    | 4     | 5        | 3     | 2     | 32    | 2     | 1     | 43    | 10       | .255  | .333     | .474     | .808  |
| 1989      | 巨人      | 18    | 41    | 39    | 3     | 11    | 0        | 0        | 2        | 17    | 6     | 1     | 0        | 1     | 0     | 1     | 0     | 0     | 7     | 2        | .282  | .300     | .436     | .736  |
| 1990      | 巨人      | 7     | 14    | 13    | 0     | 4     | 0        | 0        | 0        | 4     | 0     | 0     | 0        | 0     | 0     | 1     | 0     | 0     | 2     | 0        | .308  | .357     | .308     | .665  |
| 1991      | 巨人      | 9     | 20    | 16    | 0     | 4     | 1        | 1        | 0        | 7     | 3     | 1     | 0        | 0     | 1     | 2     | 0     | 1     | 5     | 0        | .250  | .350     | .438     | .788  |
| 1992      | 味全      | 85    | 347   | 287   | 49    | 74    | 15       | 1        | 10       | 121   | 33    | 9     | 3        | 1     | 1     | 57    | 2     | 1     | 38    | 11       | .258  | .382     | .422     | .803  |
| 1993      | 味全      | 82    | 342   | 297   | 44    | 87    | 22       | 1        | 7        | 132   | 42    | 6     | 3        | 2     | 1     | 39    | 4     | 3     | 24    | 7        | .293  | .379     | .444     | .824  |
| 1994      | 味全      | 54    | 221   | 196   | 17    | 39    | 7        | 1        | 2        | 54    | 16    | 1     | 4        | 5     | 0     | 20    | 0     | 0     | 31    | 6        | .199  | .273     | .276     | .549  |
| 1995      | 味全      | 88    | 367   | 326   | 60    | 107   | 20       | 0        | 15       | 172   | 50    | 3     | 2        | 2     | 4     | 35    | 2     | 0     | 28    | 5        | .328  | .389     | .528     | .917  |
| 1996      | 味全      | 97    | 415   | 360   | 71    | 122   | 25       | 1        | 16       | 197   | 66    | 13    | 7        | 0     | 4     | 51    | 0     | 0     | 31    | 10       | .339  | .417     | .547     | .964  |
| 1997      | 雷公      | 41    | 170   | 153   | 28    | 51    | 8        | 2        | 2        | 69    | 23    | 1     | 0        | 0     | 1     | 15    | 0     | 1     | 23    | 4        | .333  | .394     | .451     | .845  |
| 1998      | 雷公      | 99    | 423   | 395   | 50    | 119   | 25       | 2        | 5        | 163   | 66    | 2     | 1        | 0     | 5     | 19    | 0     | 4     | 39    | 8        | .301  | .336     | .413     | .748  |
| 1999      | 雷公      | 71    | 271   | 255   | 25    | 72    | 15       | 1        | 2        | 95    | 22    | 1     | 1        | 0     | 3     | 12    | 0     | 1     | 22    | 3        | .282  | .314     | .373     | .686  |
| 2000      | 雷公      | 78    | 308   | 286   | 36    | 86    | 14       | 6        | 4        | 124   | 29    | 6     | 5        | 1     | 1     | 20    | 0     | 0     | 26    | 8        | .301  | .345     | .434     | .779  |
| NPB：4年  | NPB：4年  | 113   | 387   | 342   | 41    | 89    | 13       | 1        | 18       | 158   | 49    | 6     | 5        | 4     | 3     | 36    | 2     | 2     | 57    | 12       | .260  | .332     | .462     | .794  |
| CPBL：5年 | CPBL：5年 | 406   | 1692  | 1466  | 241   | 429   | 89       | 4        | 50       | 676   | 207   | 32    | 19       | 10    | 10    | 202   | 8     | 4     | 152   | 39       | .293  | .378     | .461     | .839  |
| TML：4年  | TML：4年  | 289   | 1172  | 1089  | 139   | 328   | 62       | 11       | 13       | 451   | 140   | 10    | 7        | 1     | 10    | 66    | 0     | 6     | 110   | 23       | .301  | .342     | .414     | .756  |
| 台湾：9年 | 台湾：9年 | 695   | 2864  | 2555  | 380   | 757   | 151      | 15       | 63       | 1127  | 347   | 42    | 26       | 11    | 20    | 268   | 8     | 10    | 262   | 62       | .296  | .363     | .441     | .804  |

### 表彰
NPB
- ジュニア日本選手権MVP：1回 （1991年）

CPBL
- 月間MVP：1回 （1995年7月）

### 記録
NPB初記録
- 初出場・初先発出場：1988年6月14日、対ヤクルトスワローズ10回戦（明治神宮野球場）、6番・右翼手として先発出場
- 初打席・初安打・初本塁打・初打点：同上、1回表にボブ・ギブソンから3ラン ※史上24人目の初打席本塁打

NPBその他の記録
- オールスターゲーム出場：1回 （1988年）

### 背番号
- 97 （1988年、2006年 - 2009年）
- 12 （1989年 - 1991年）
- 39 （1992年）
- 1 （1993年 - 2000年）
- 66 （2001年 - 2002年、2004年 - 2005年）